# Sphingomyelinasen
Bei Sphingomyelinasen (kurz SMasen) handelt es sich um Enzyme. Sie katalysieren die Spaltung der Phosphodiesterbindung von Sphingomyelin, das zur Gruppe der Sphingolipide gehört. Dadurch entsteht aus Sphingomyelin Ceramid und Phosphorylcholin. Aufgrund dieser Funktion werden die Sphingomyelinasen auch als Sphingomyelin-Phosphodiesterasen bezeichnet. 
Es wurden bisher in Säugetieren, wozu auch der Mensch gehört, mindestens 5 verschiedene Sphingomyelinasen isoliert: Saure Sphingomyelinase, alkalische Sphingomyelinase und 3 neutrale Sphingomyelinasen.
Von größerer Bedeutung in der Medizin ist die saure Sphingomyelinase (Gen-Name SMPD1). Eine Mutation in deren codierendem Gen führt zur Niemann-Pick-Krankheit, bei der es durch Mangel an dem Enzym zur Anreicherung von Sphingomyelin in den Lysosomen kommt. Umgekehrt gab es in einer kleinen klinischen Studie Hinweise auf den Zusammenhang von Enzymüberaktivität mit Depression; in vitro bewirkten die Antidepressiva Amitriptylin und Imipramin eine Reduktion der Enzymaktivität.
Die alkalische Sphingomyelinase spielt wahrscheinlich eine Rolle bei der Entstehung einiger Krebsarten.
Das seltene Enzym Sphingomyelinase D (SMD) ist Bestandteil eines auch für Menschen gefährlichen Spinnengiftes der Gattung Loxosceles aus der Familie der Sechsäugigen Sandspinnen, das das Symptombild des so genannten Loxoscelismus verursacht. Es hat eine zellmembranschädigende und hämolytische Wirkung und ruft die für Bissverletzungen durch Loxosceles laeta (Südamerika), Loxosceles reclusa (Nordamerika), Loxosceles rufescens (Südeuropa) und verwandte Arten typischen tiefen, nekrotischen Wunden hervor.